# Bistum Vannes
Das Bistum Vannes (lat.: Dioecesis Venetensis) ist eine in Frankreich gelegene römisch-katholische Diözese mit Sitz in Vannes.

## Geschichte
Das Bistum Vannes wurde im 5. Jahrhundert errichtet und dem Erzbistum Tours als Suffraganbistum unterstellt. Am 29. November 1801 wurden dem Bistum Vannes Teile des Gebietes des Bistums Saint-Malo angegliedert. Das Bistum Vannes wurde am 3. Januar 1859 dem Erzbistum Rennes als Suffraganbistum unterstellt.

## Weblinks

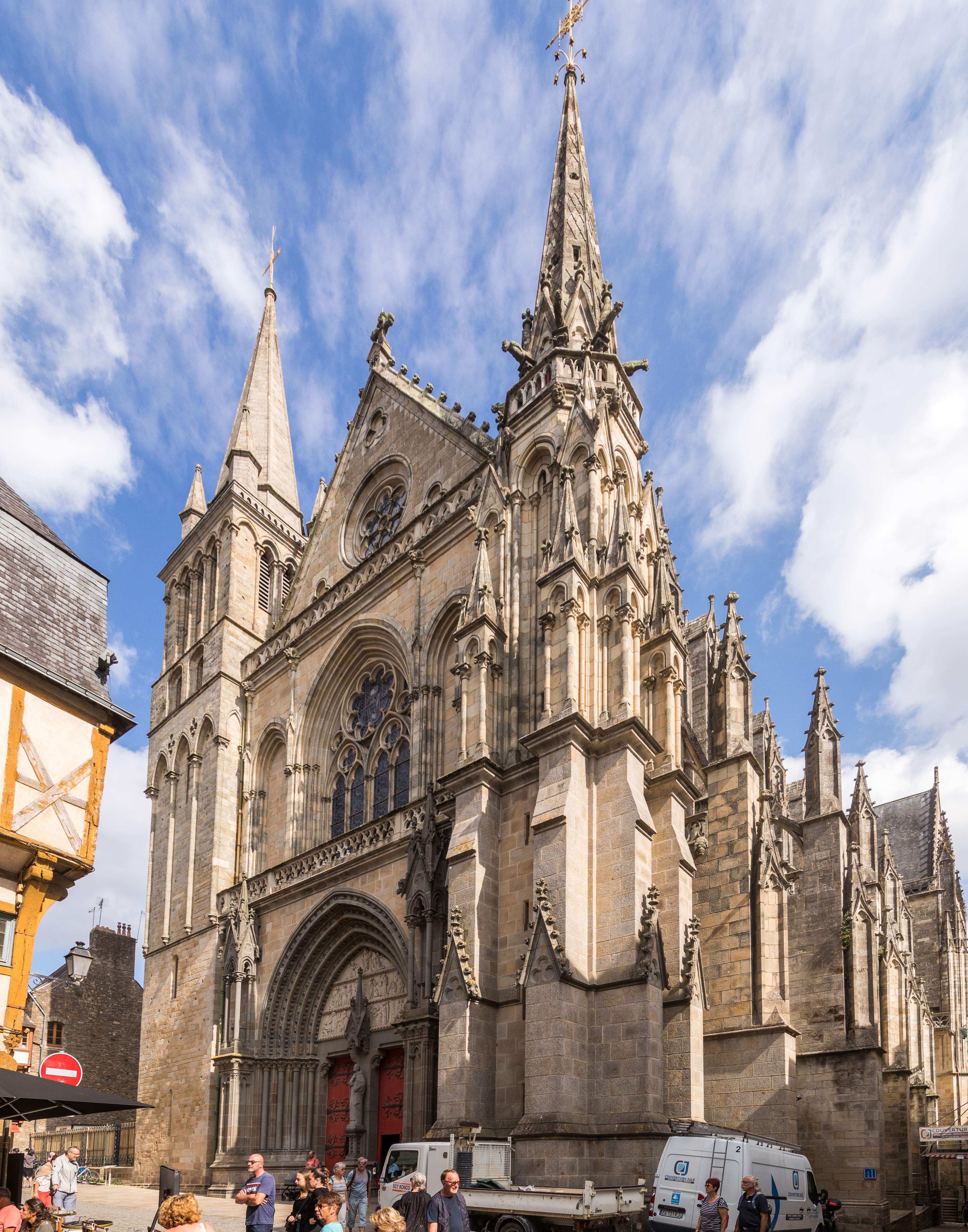
Kathedrale Saint-Pierre in Vannes